# Motrogon (národní přírodní rezervace)
Motrogon je zrušená národní přírodní rezervace v pohoří Vihorlatské vrchy na Slovensku. V roce 2020 byla nahrazena přírodní rezervací Vihorlatský prales.

## Ochrana
Území je součástí chráněné krajinné oblasti Vihorlat. Nachází se v katastrálním území Valaškovce-sever v okrese Humenné v Prešovském kraji, kde zabírá prudké severní svahy stejnojmenného vrchu s vrcholem v nadmořské výšce 1017,9 m. Národní přírodní rezervace byla vyhlášena v roce 1980 (později novelizovaná) s rozlohou 60,63 ha.
Národní přírodní rezervace byla zrušena 15. září 2020 a její území se stalo součástí přírodní rezervace Vihorlatský prales.
Předmětem ochrany byly suťové svahy porostlé přirozeným porostem bukové javořiny, ploché části území jsou vyplněny rašeliništi s výskytem významných druhů rostlin, jako jsou klikva bahenní (Oxycoccus palustris), rosnatka okrouhlolistá (Drosera rotundifolia), suchopýr pochvatý (Eriophorum vaginatum) a jiné. Součástí rezervace bylo rašeliniště Hypkaňa o výměře 2,09 ha a jezírko Kotlík o výměře 1,03 ha. V podrostu lesa roste i vzácný pablen kraňský.

## Turistika
Jihovýchodním okrajem NPR prochází červeně značená turistická trasa ze Sninského kameně (1006 m) do obce Remetské Hámre. Na opačné straně chodníku se nachází přírodní rezervace Baba pod Vihorlatom.

## Fotogalerie

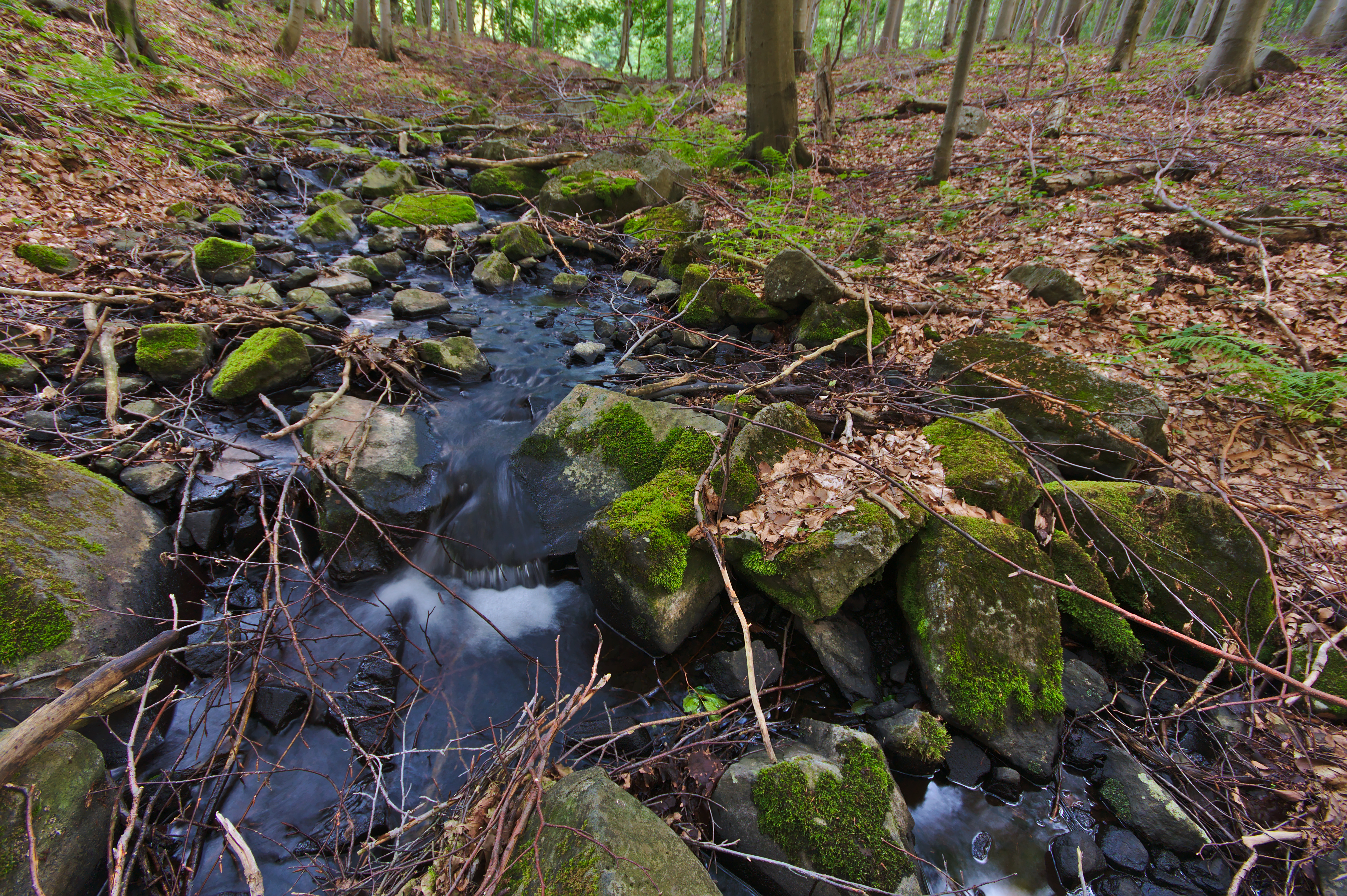
Potok Hybkaňa pod stejnojmenný rašeliništěm v NPR
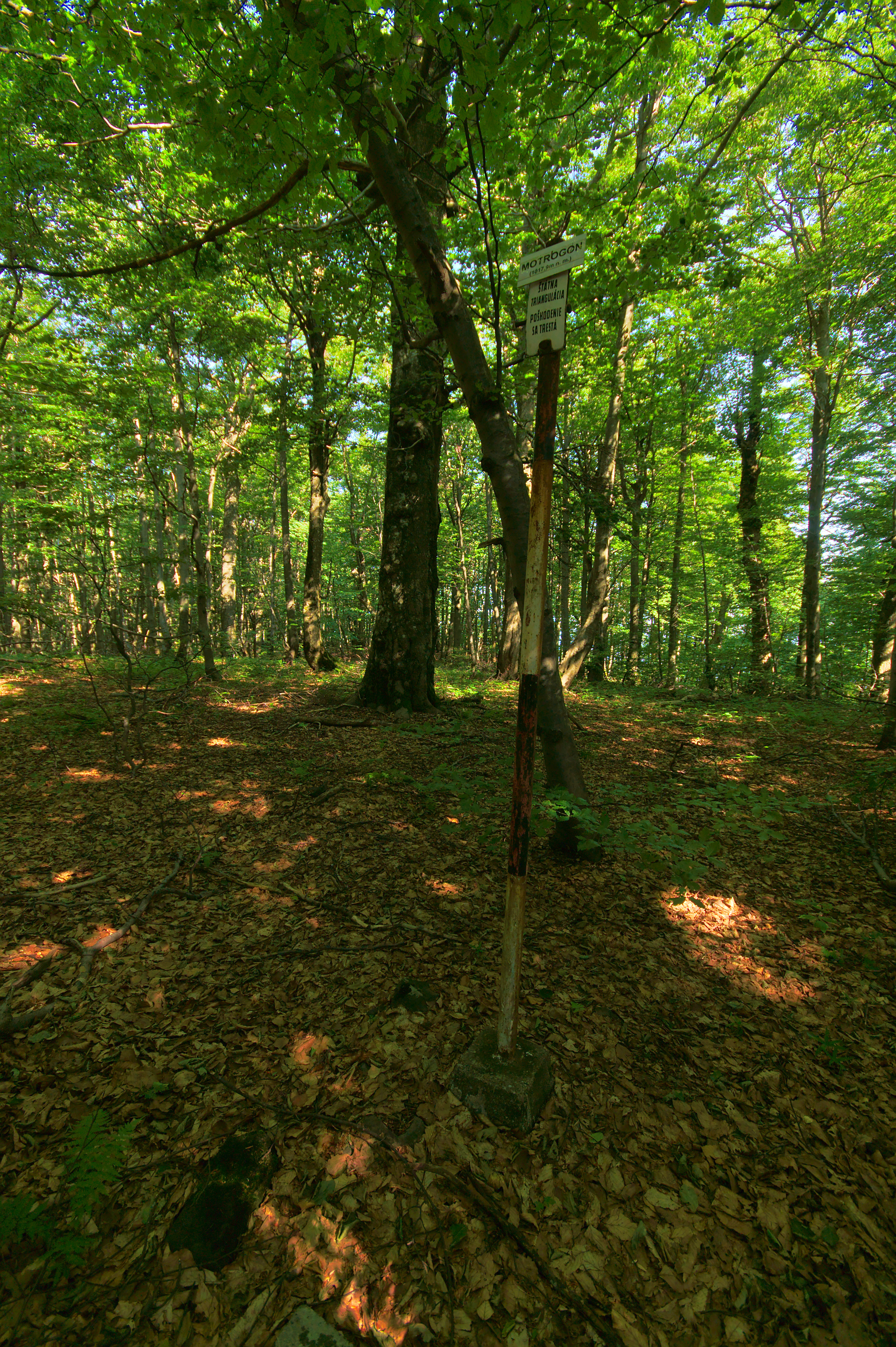
Vrchol Motrogon
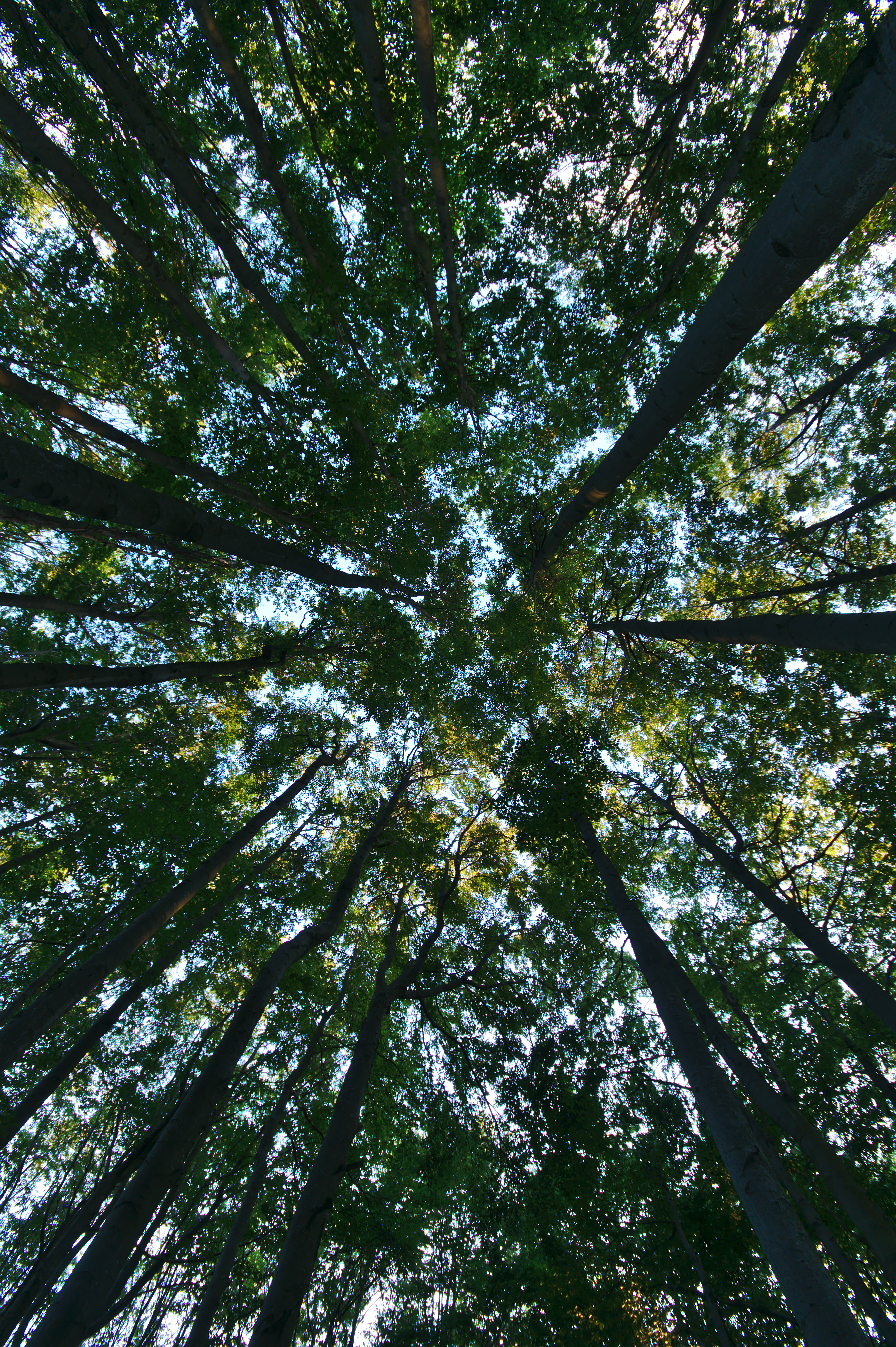
Stromové patro
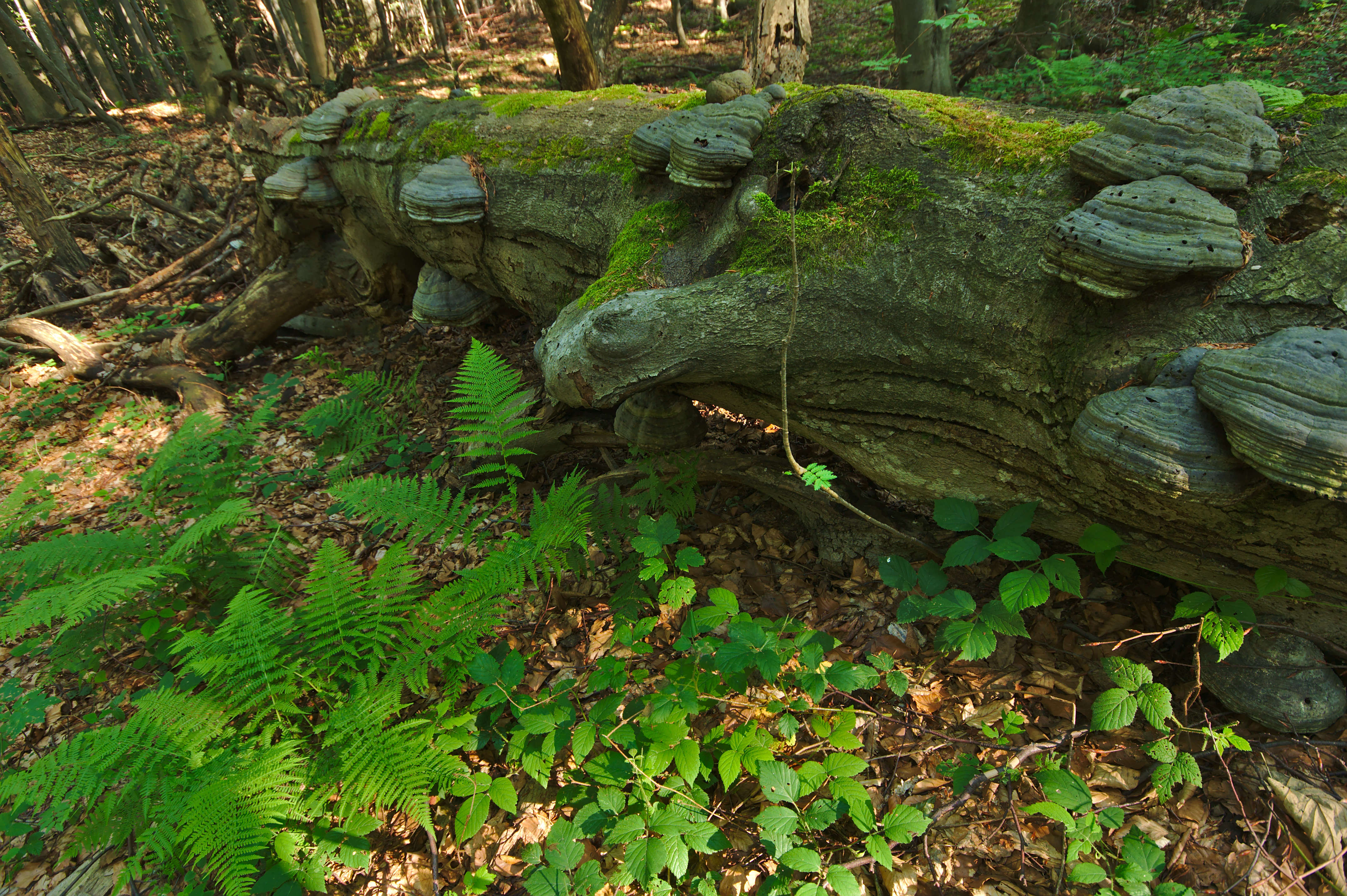
Odumírající dřevo
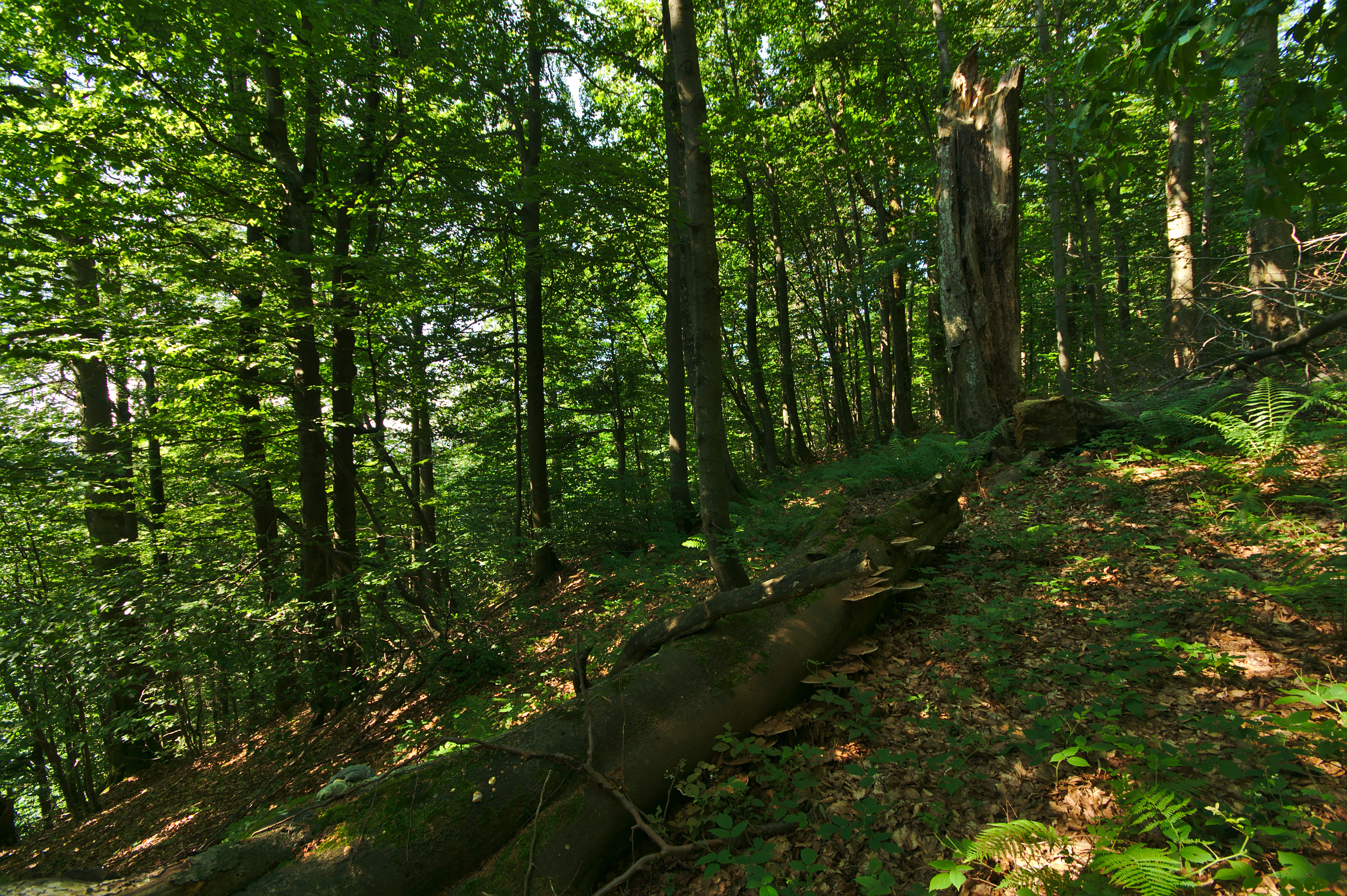
Odumírající dřevo
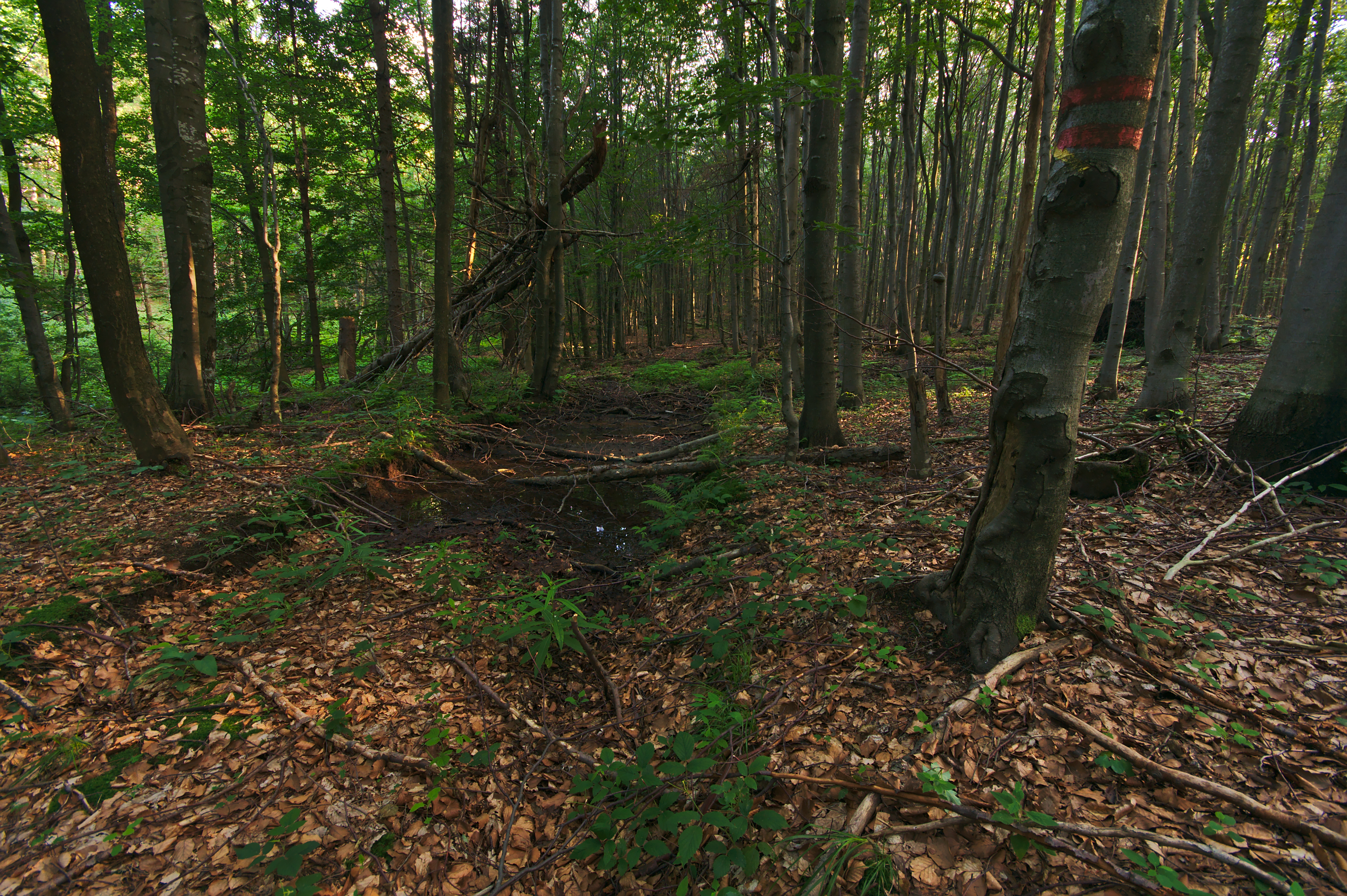
Lesní cesta vedoucí na hranici NPR
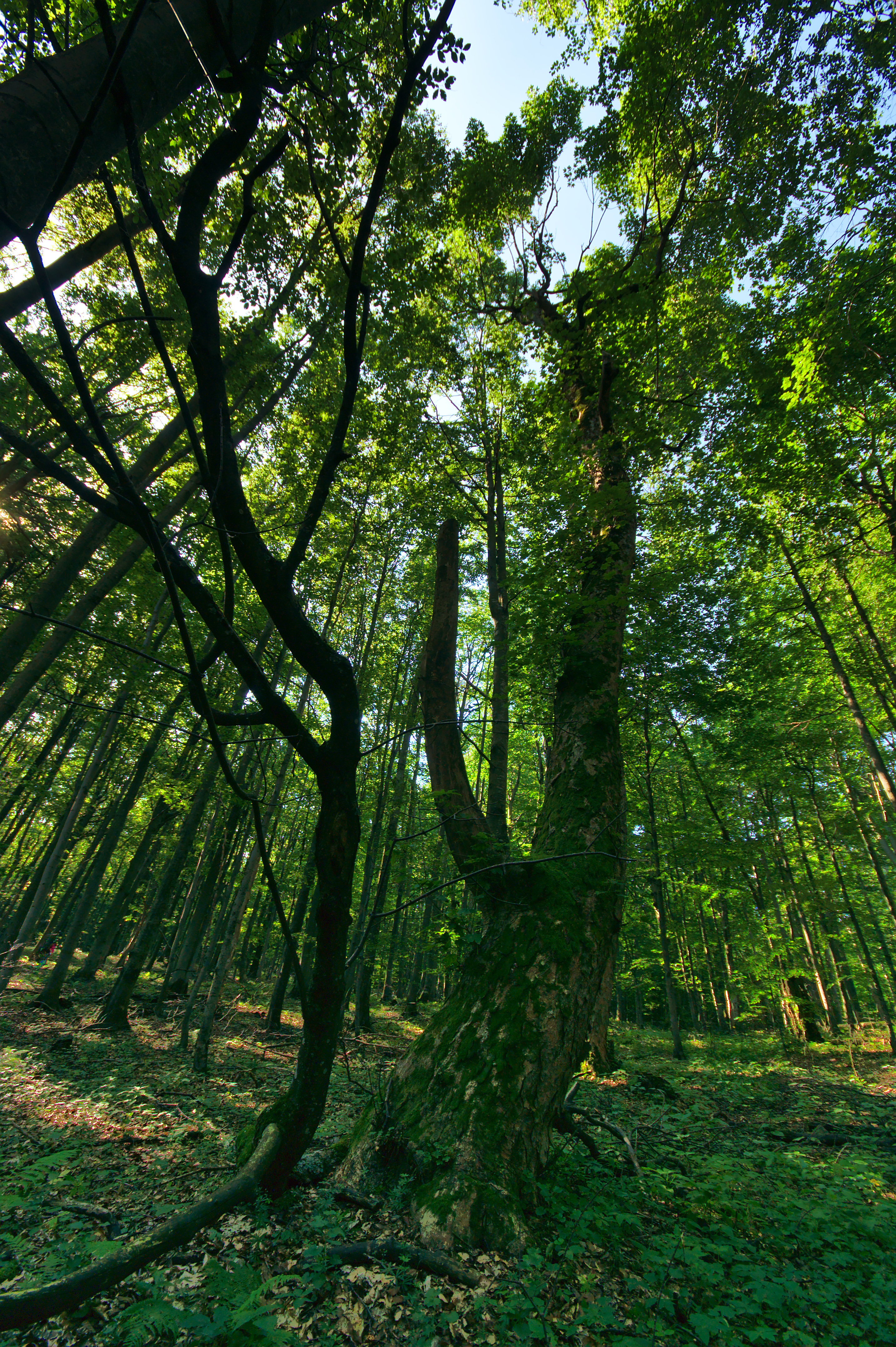
Vzrostlý strom